# Ouro
O ouro é um elemento químico com o símbolo Au (do latim aurum 'ouro') e número atômico 79. É um metal brilhante, levemente amarelo-alaranjado, denso, macio, maleável e dúctil na sua forma pura. Quimicamente, o ouro é um metal de transição e um elemento do grupo 11 (anteriormente chamado IB) da tabela periódica, e de massa atómica 197 u. É um dos elementos químicos menos reativos e é sólido em condições padrão. Na natureza, o ouro é produzido a partir da colisão de duas estrelas de nêutrons. O ouro é utilizado de forma generalizada em joalharia, indústria e eletrônica, bem como reserva de valor.
O ouro geralmente encontra-se em estado livre (estado nativo), como pepitas ou grãos, em rochas, veios e depósitos aluviais. Surge numa série de soluções sólidas com o elemento natural prata (como no electrum), naturalmente ligado a outros metais como cobre e paládio, e inclusões minerais como a pirita. Também é comum mas não tanto em minerais como compostos de ouro, geralmente com telúrio (teluretos de ouro).
O ouro é resistente à maioria dos ácidos, embora se dissolva em água régia (uma mistura de ácido nítrico e ácido clorídrico), formando um anião tetracloroáurico solúvel. O ouro é insolúvel apenas em ácido nítrico, que dissolve prata e metais básicos, propriedade há muito utilizada para refinar ouro e confirmar a presença de ouro em substâncias metálicas, dando origem ao termo 'teste ácido'. O ouro dissolve-se em soluções alcalinas de cianeto, que são usadas em mineração e galvanoplastia . O ouro também se dissolve em mercúrio, formando ligas de amálgama, e como o ouro age simplesmente como um soluto, não se dá uma reação química .
Por ser um elemento relativamente raro, o ouro é considerado um metal precioso, o qual tem sido usado para cunhagem, joias e outras artes ao longo da história documentada. Antigamente, o padrão-ouro era normalmente implementado na política monetária. As moedas de ouro deixaram de ser cunhadas como moeda circulante na década de 1930, e o padrão-ouro mundial foi abandonado por um sistema de moeda fiduciária após as medidas de choque Nixon em 1971.
Em 2020, o maior produtor mundial de ouro foi a China, seguida pela Rússia e Austrália. Acima do solo, existe um total de cerca de 201.296 toneladas de ouro, desde de 2020. Isso equivale a um cubo com cada lado medindo aproximadamente 21,7 metros. O consumo mundial de ouro novo produzido é de cerca de 50% em joias, 40% em investimentos e 10% na indústria . A alta maleabilidade, ductilidade, resistência à corrosão e à maioria das outras reações químicas do ouro e a condutividade elétrica levaram ao seu uso contínuo em conectores elétricos resistentes à corrosão em todos os tipos de dispositivos computadorizados (que é o seu principal propósito industrial). O ouro também é usado na blindagem infravermelha, na produção de vidro colorido, na folheação de ouro e na restauração dentária. Certos sais de ouro ainda são usados como anti-inflamatórios na medicina.

## Características
O ouro é o mais maleável de todos os metais. Ele pode ser esticado num fio com apenas um átomo de largura e depois esticado consideravelmente antes que se rompa. Esses nanofios deformam-se mediante a formação, reorientação e migração de deslocamentos e redes cristalinas sem que se produza um endurecimento consideravel. Uma única grama de ouro pode ser moldada numa folha de 1 m2 e uma onça avoirdupois (28,349523125 g) em 28 m2 A folha de ouro pode ser suficientemente fina ao ponto de ficar semitransparente. A luz que transmite parece azul esverdeada, porque o ouro reflete fortemente o amarelo e o vermelho. Essas folhas semitransparentes também refletem fortemente a luz infravermelha, tornando-as úteis como escudos infravermelhos (calor radiante) em viseiras de trajes resistentes ao calor e viseiras de trajes espaciais. O ouro é um bom condutor de calor e eletricidade. É um metal muito denso, com alto ponto de fusão e alta afinidade eletrônica. Os seus estados de oxidação mais importantes são 1 e 3. Também é encontrado no estado de oxidação 2, bem como em estados de oxidação superiores, mas é menos comum.
Além disso, o ouro é um bom condutor de calor e eletricidade, e não é afetado pelo ar ou pela maioria dos agentes químicos. Possui alta resistência à alteração química pelo calor, umidade e a maioria dos agentes corrosivos, sendo, portanto, adequado para uso em cunhagem de moedas e ourivesaria.
O ouro tem uma densidade de 19,3 g/cm3, quase idêntica à do volframio que é de 19,25 g/cm3; daí, o volframio ter sido utilizado na falsificação de lingotes de ouro, por exemplo, chapando um lingote de volframio com ouro,. ou pegando uma barra de ouro existente, fazendo furos e substituindo o ouro removido por hastes de tungsténio. Em comparação, a densidade do chumbo é 11,34 g/cm3, e a do elemento mais denso, o ósmio, é 22,588±0,015 g/cm3

## Cor
Apesar de a maioria dos metais ser cinza prateado ou branco, o ouro é amarelo, ligeiramente avermelhado. Esta cor é determinada pela frequência de oscilação do plasma entre os eletrões de valência atômica do metal, na faixa ultravioleta para a maioria dos metais, mas na faixa visível para o ouro, devido aos efeitos relativísticos que afetam as orbitais ao redor dos átomos do metal. Efeitos semelhantes conferem uma tonalidade dourada ao metal césio.
Entre as ligas de ouro colorido mais comuns está o característico ouro rosa de dezoito quilates, criado pela adição de cobre ao ouro. As ligas contendo paládio ou níquel também são importantes na joalheria comercial, pois produzem ligas de ouro branco. A liga de ouro-cobre de quatorze quilates tem cor quase idêntica a certas ligas de bronze e ambas podem ser usadas para produzir distintivos policiais ou outras insígnias. Ligas de ouro de quatorze e dezoito quilates com prata aparecem apenas na cor amarelo esverdeado e são chamadas de ouro verde. O ouro azul pode ser feito ligando-se com ferro, e o ouro roxo pode ser feito ligando-se com ferro, alumínio - Menos comumente, a adição de manganês, índio e outros elementos pode produzir cores douradas mais incomuns para diversas aplicações.
O ouro coloidal, usado pelos microscopistas eletrônicos, é vermelho se as partículas forem pequenas; partículas maiores de ouro coloidal são azuis.

## Características principais
É um metal de transição brilhante, amarelo, denso, maleável, dúctil (trivalente e univalente) que não reage com a maioria dos produtos químicos, mas é sensível ao cloro e ao bromo. À temperatura ambiente, apresenta-se no estado sólido. Este metal encontra-se normalmente em estado puro, em forma de pepitas e depósitos aluviais, sendo um dos metais tradicionalmente usados para cunhar moeda. É tão facilmente manuseável e maleável que, com apenas um grama de ouro, é possível obter um fio de 3 quilômetros de extensão e 0,005 milímetros de diâmetro, ou uma lâmina quadrada de 70 centímetros de largura e espessura de 0,1 micrômetro.
O ouro puro é demasiadamente mole para ser utilizado. Por essa razão, geralmente é endurecido formando liga metálica com prata e cobre. O ouro e as suas diversas ligas metálicas são muito empregados em joalherias, fabricação de moedas e como padrão monetário em muitos países. Devido à sua boa condutividade elétrica, resistência à corrosão e uma boa combinação de propriedades físicas e químicas, apresenta diversas aplicações industriais.

### Cor
Enquanto a maioria dos metais é cinza ou branco prateado, o ouro é ligeiramente amarelo-avermelhado. Esta cor é determinada pela frequência das oscilações do plasma entre os elétrons de valência do metal, na faixa ultravioleta para a maioria dos metais, mas na faixa visível para o ouro devido aos efeitos relativísticos que afetam os orbitais em torno dos átomos de ouro. Efeitos semelhantes conferem uma tonalidade dourada ao césio metálico.

### Estrutura
O ouro está entre os menos reativos, e sua estrutura cristalina está prevista para ser estável a pressões incrivelmente altas. Mas a estrutura do ouro começa a mudar a uma pressão de 220 GPa e começa a derreter quando comprimida para além de 250 GPa. Comprimido rapidamente em nanossegundos, o aumento da pressão e da temperatura altera a estrutura cristalina para uma nova fase do ouro. Esta estrutura cúbica centrada no corpo se transforma em uma estrutura cristalina mais aberta do que a estrutura cúbica centrada na face. Ouro se torna estrutura líquida em 330 GPa.

Antiga moeda de ouro

## História
Os arqueólogos sugerem que o primeiro uso do ouro começou com as primeiras civilizações no Oriente Médio. É possível que tenha sido o primeiro metal utilizado pela humanidade. O mais antigo artefato em ouro foi encontrado na tumba da Rainha Egípcia Zer. Conhecido na Suméria, no Egito existem hieróglifos egípcios de 2600 a.C. que descrevem o metal, que é referido em várias passagens no Antigo Testamento. É considerado como um dos metais mais preciosos, tendo o seu valor sido empregue como padrão para muitas moedas ao longo da história.

## Utilizações
- O ouro exerce funções críticas em computadores, comunicações, naves espaciais, motores de reação na aviação, e em diversos outros produtos.
- A sua elevada condutividade elétrica e resistência à oxidação têm permitido um amplo uso em eletrodeposição, ou seja, cobrir com uma camada de ouro por meio eletrolítico as superfícies de conexões elétricas, para assegurar uma conexão de baixa resistência elétrica e livre do ataque químico do meio. O mesmo processo pode ser utilizado para o douramento das peças, aumentando a sua beleza e valor.
- Como a prata, o ouro pode formar amálgamas com o mercúrio que, algumas vezes, é empregado em restaurações dentárias.
- O ouro coloidal (nanopartículas de ouro) é uma solução intensamente colorida que está sendo pesquisada para fins médicos e biológicos. Esta forma coloidal também é empregada para criar pinturas douradas em cerâmicas.
- O ácido cloroáurico é empregado em fotografias.
- O isótopo de ouro 198Au, com meia-vida de 2,7 dias, é usado em alguns tratamentos de câncer e em outras enfermidades.
- É empregado para o recobrimento de materiais biológicos, permitindo a visualização através do microscópio eletrônico de varredura (SEM).
- Utilizado como cobertura protetora em muitos satélites porque é um bom refletor de luz infravermelha.

Cientistas indianos modificaram a química do material e o transformaram em "ouro negro", que, segundo eles, pode ser potencialmente usado para aplicações que vão desde a extração de energia solar até a dessalinização da água do mar.
- Pode potencialmente ser a base de enzimas artificiais que podem ser aplicadas em testes diagnósticos médicos rápidos e em pontos de atendimento e sistemas de purificação de água[32]

### Simbologia do ouro
O ouro é usado como símbolo de pureza, valor, realeza e ostentação. O principal objetivo dos alquimistas era produzir ouro a partir de outras substâncias, como o chumbo. O ouro também é usado como símbolo do Sol. A Prata é usada como símbolo da Lua.
Muitas competições premiam o vencedor com medalha de ouro, o segundo colocado com medalha de prata, e o terceiro colocado com medalha de bronze = cobre (os três pertencentes ao mesmo grupo (11) da tabela periódica dos elementos).

## Papel biológico
Embora esteja presente em quantidades ínfimas no corpo humano, o ouro não é considerado um elemento químico essencial para nenhum ser vivo. Alguns tiolatos (ou semelhantes) de ouro (I) são empregados como anti-inflamatórios no tratamento de artrites reumatoides e outras enfermidades reumáticas. O funcionamento destes sais de ouro não é bem conhecido. O uso do ouro em medicina é conhecido como crisoterapia.
A maioria destes compostos são pouco solúveis, portanto devem ser injetados. Alguns são mais solúveis e podem ser administrados via oral, sendo melhor tolerados. Este tratamento pode apresentar efeitos secundários, geralmente leves, porém é a primeira causa do abandono do tratamento pelos pacientes.

## Compostos
Apesar de ser um metal nobre (devido à baixa reatividade e por ser valioso) forma diversos compostos, sendo o tricloreto de ouro (AuCl3) e o ácido cloroáurico (HAuCl4) os dois dos compostos mais comuns do ouro. Geralmente, nestes compostos, apresenta estados de oxidação +1 e +3.
Forma também óxido de ouro (III), Au2O3, halogenetos e complexos com estados de oxidação +1 e +3. Existem, ainda, alguns complexos raros de ouro com estados de oxidação +2 e +5. Estes apresentam baixos índices de coordenação e apresentam tendência a linearidade: L-Au-L.
Quando ocorrem ligações químicas entre os próprios átomos de ouro formam os chamados cúmulos de ouro (compostos cluster). Alguns deles são denominados ouro líquido.

## Abundância e obtenção

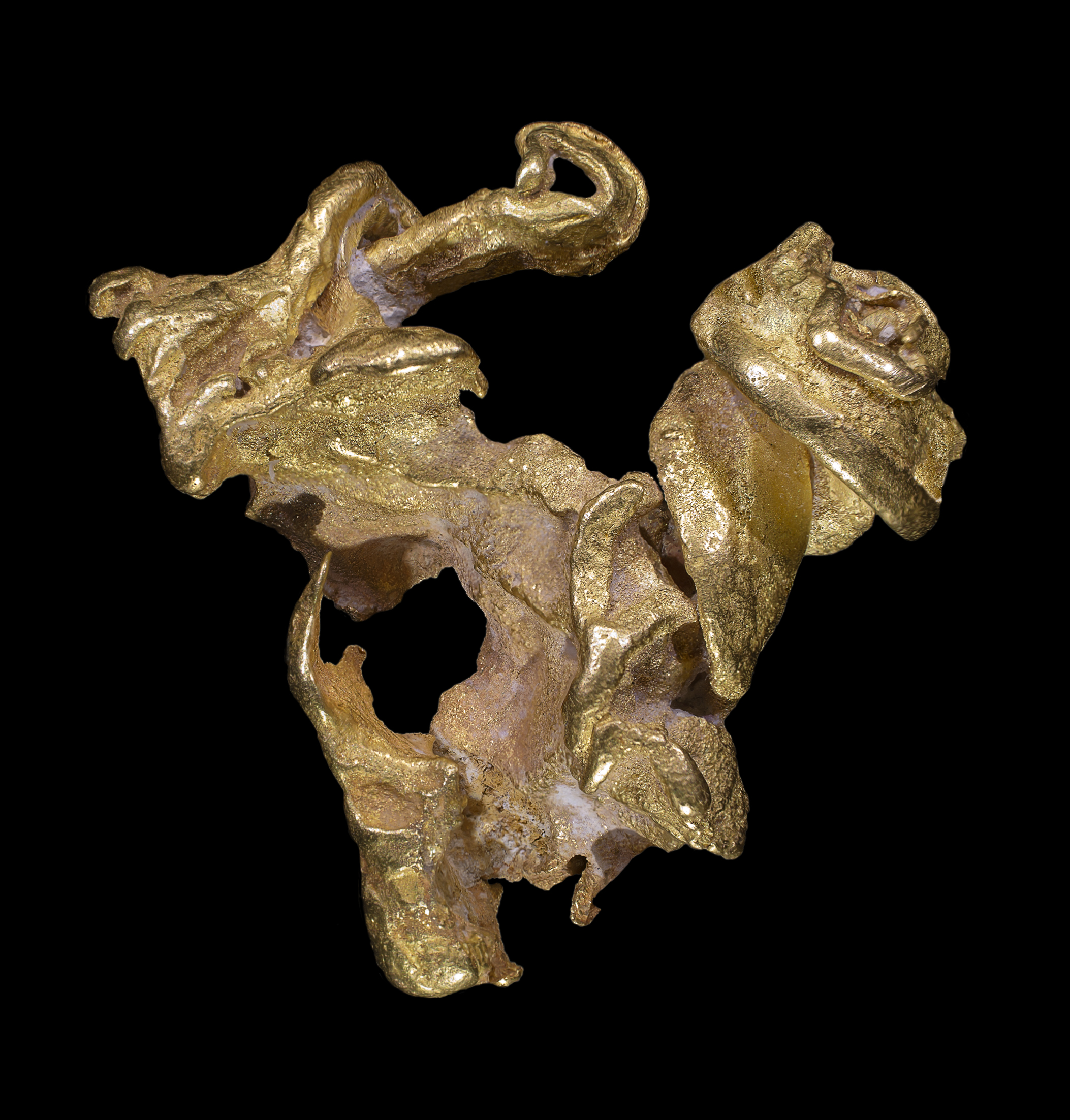
Pepita de ouro.

Por ser relativamente inerte, pode-se encontrá-lo como metal, às vezes como pepitas grandes, mas geralmente se encontra em pequenas inclusões em alguns minerais, como quartzo, rochas metamórficas e depósitos aluviares originados dessas fontes. O ouro está amplamente distribuído, e amiúde encontra-se associado ao quartzo e pirita. É comum como impureza em muitos minérios, de onde é extraído como subproduto. Como mineral é encontrado na forma de calaverita, um telureto de ouro. A África do Sul é o principal produtor de ouro, extraindo aproximadamente dois terços de toda a procura mundial deste metal.
O ouro é extraído por um processo denominado lixiviação com cianeto. O uso do cianeto facilita a oxidação do ouro formando-se (CN)22- em dissolução. Para separar o ouro da solução procede-se a redução empregando, por exemplo, o zinco. Tem-se tentado substituir o cianeto por outro ligante devido aos problemas ambientais que gera, porém não são rentáveis ou também são tóxicos.
Espalhado em toda a crosta terrestre numa baixíssima concentração média (5 gramas em 1000 toneladas), e mais baixa ainda nas águas dos oceanos (de 0,1 µg/kg a 2 µg/kg), onde se estima haver bilhões de toneladas de ouro mas de exploração economicamente inviável pelos métodos atuais (um trilhão de litros de água do mar contém 120 kg, ou 1 quilo em mais de 8,3 bilhões de litros, a água consumida por uma cidade como São Paulo em mais de 10 anos). As minas onde o ouro se encontra em teores econômicos têm geralmente acima de 3 gramas por tonelada; se o mesmo teor fosse encontrado no mar, 1 trilhão de litros poderia fornecer 3 mil toneladas de ouro.

## Isótopos
Existe somente um isótopo estável do ouro (Au-197), porém existem 18 radioisótopos, sendo o Au-195 o mais estável com uma meia-vida de 186 dias.
A energia requerida para remover/adicionar um elétron de um átomo do ouro requer a consideração das interações de até cinco dos elétrons do ouro de cada vez. Além disso, é essencial incluir no cálculo os efeitos da relatividade especial e da teoria da eletrodinâmica quântica.

## Precauções
O corpo humano não absorve bem este metal, mas os seus compostos podem ser tóxicos. Até 50% dos pacientes com osteoartrose , tratados com medicamentos que contém ouro, sofreram danos hepáticos e renais.

## Antídoto e tratamento de emergência
BAL (British antiLewisite, é o 2,3-dimercaptopropanol) é um agente quelante usado no tratamento do envenenamento pelo ouro. Doses adequadas de BAL devem ser dadas para assegurar um excesso de BAL livre. Uma concentração insuficiente de BAL pode permitir a dissociação do complexo BAL-Au. Este quelato dissocia-se mais rapidamente numa urina ácida; deve existir uma função renal adequada para permitir a eliminação completa do complexo.

## O ouro como mercadoria

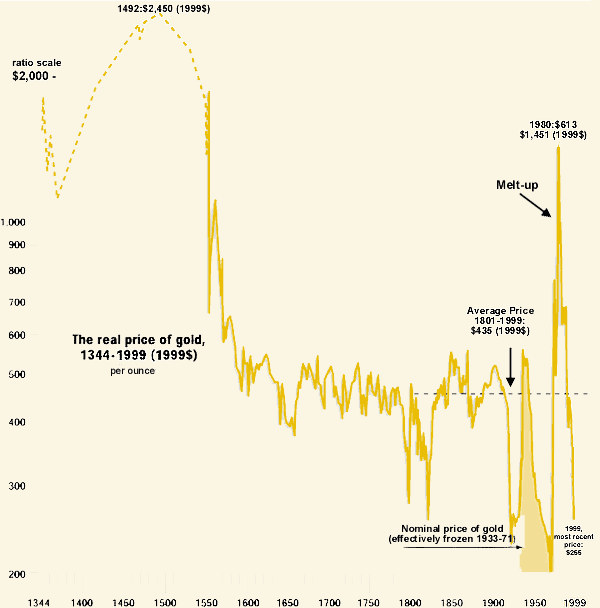
Evolução do preço do ouro (1344-1999)

O mercado de ouro, assim como o mercado de ações, integra o grupo dos chamados mercados de risco já que suas cotações variam segundo a lei da oferta e da procura. No mercado internacional, os principais centros que negociam ouro são Londres e Zurique onde o ouro é negociado no mercado de balcão e não via bolsas. Outro grande centro de negócios é a Bolsa de Mercadorias de Nova York (COMEX) onde só se opera em Mercados futuros. Há também nesta praça um forte mercado de balcão para o ouro físico.

### As operações com ouro no Brasil
No Brasil, o maior volume de comercialização de ouro se faz através da Bolsa de Mercadorias e Futuros (BM&F), que é a única no mundo que comercializa ouro no mercado físico. As cotações do ouro, no exterior, são feitas em relação à onça troy, que equivale a 31,104g. No Brasil, a cotação é feita em reais por grama de ouro puro. O preço do ouro, no Brasil, vincula-se, historicamente, às cotações de Londres e Nova York, refletindo, portanto, as expectativas do mercado internacional. Sofre, entretanto, influência direta das perspectivas do mercado interno e, principalmente, das cotações do dólar flutuante.
Assim o preço interno é calculado diretamente segundo as variações do preço do dólar no mercado flutuante e dos preços do metal na bolsa de Nova York. O preço do grama do ouro em reais, calculado a partir do preço da onça em dólares (pela cotação do dólar flutuante) fornece um referencial de preços. Tradicionalmente, a cotação da BM&F mantém a paridade com este valor referencial variando 2%, em média, para baixo ou para cima. Existem dois tipos de investidores no mercado de ouro no Brasil: o investidor tradicional - que utiliza o ouro como reserva de valor -, e o especulador - que está à procura de ganhos imediatos e de olho na relação ouro/dólar/ações procurando a melhor alternativa do momento. Atualmente há dois mercados no Brasil para o ouro:
1. mercado de balcão - operações são fechadas via telefone; após o pagamento, o comprador tem duas opções deixar o ouro depositado em custódia em uma instituição financeira, levando consigo um certificado de custódia; retirar fisicamente a quantidade de ouro adquirida.
2. mercado spot nas bolsas - a entrega do ouro se dá em 24 horas, os volumes negociados são transferidos automaticamente entre as contas dos clientes em diferentes bancos, sem que o metal passe pelas mãos de quem negocia.

No mercado de bolsas, trocam se certificados de propriedade. Em qualquer caso, a responsabilidade pela qualidade do metal é da fundidora e não do banco, que é apenas o depositário.

## Produção mundial
| 1.  | China          | 380 |
| 2.  | Austrália      | 325 |
| 3.  | Rússia         | 305 |
| 4.  | Estados Unidos | 200 |
| 5.  | Canadá         | 175 |
| 6.  | Gana           | 142 |
| 7.  | Indonésia      | 139 |
| 8.  | Peru           | 128 |
| 9.  | México         | 111 |
| 10. | Cazaquistão    | 107 |
| 11. | África do Sul  | 105 |
| 12. | Brasil         | 90  |

Fonte: USGS.

## Provas de Ouro
São mundialmente reconhecidas as seguintes provas de ouro: 375, 500, 583, 585, 750, 958, 996, 999,9 (usada na indústria aeroespacial). Encontra-se com maior frequência a mistura (liga) de ouro com o nº 583. As ligas desta prova podem ter diferentes cores, dependendo da quantidade e composição dos metais. Por exemplo, se na liga de ouro da prova nº 583 (58,3% de ouro) contém cerca de 36% de prata e cobre 5,7%. Esta liga tem um tom de cor ligeiramente verde, se for 18,3% de prata e 23,4% de cobre - fica com cor de rosa, se for 8,3% de prata e 33,4% de cobre - uma cor avermelhada. Ouro com a prova nº 958 é de três componentes, para além de ouro contém prata e cobre e é usado, geralmente, para fazer alianças.
Esta liga tem uma cor amarela-forte e é próxima de cor de ouro puro. Na liga nº 750 também existe cobre e prata, mas às vezes podem ser usados paládio, níquel ou zinco. Tem uma cor amarela-esverdeada, também tons avermelhados até a cor branca. Esta liga é facilmente difundida, mas se contém mais de 16% de cobre a cor perde gradualmente o seu brilho. A liga de prova nº 375 normalmente contém: ouro 37,5%, prata 10,0%, cobre 48,7%, paládio 3,8% e é usada para fazer alianças. Também existe uma vasta utilização de "ouro branco", que contém:
- na liga de ouro de nº 583: prata 23,7-28,7%, paládio 13,0-18% ou níquel 17%, zinco 8,7%, cobre 16%;
- na liga de ouro nº 750: prata 7,0-15,0%, paládio até 14%, níquel até 4%, zinco até 2,4% ou níquel 7,5-16,5%, zinco 2,0-5,0% e cobre até 15%.